# Pépé le Moko
Pépé le Moko is een Franse dramafilm uit 1937 onder regie van Julien Duvivier.
Opnamen voor de film vonden plaats in het Zuid-Franse Sète.

## Verhaal
De politie van Algiers slaagt er niet in om de crimineel Pépé te vatten. Ze weten dat hij zich schuilhoudt in de kasba, maar in die doolhof kunnen de speurders hem niet terugvinden. Pépé heeft een zwak voor vrouwen en ze zullen die zwakheid moeten uitbuiten om hem te pakken te krijgen.

## Rolverdeling
| Acteur           | Personage               |
| ---------------- | ----------------------- |
| Jean Gabin       | Pépé le Moko            |
| Gabriel Gabrio   | Carlos                  |
| Mireille Balin   | Gaby Gould              |
| Saturnin Fabre   | Le Grand Père           |
| Fernand Charpin  | Régis                   |
| Lucas Gridoux    | Inspecteur Slimane      |
| Gilbert Gil      | Pierrot                 |
| Marcel Dalio     | L'Arbi                  |
| Charles Granval  | Maxime                  |
| Gaston Modot     | Jimmy                   |
| René Bergeron    | Inspecteur Meunier      |
| Paul Escoffier   | Hoofdinspecteur Louvain |
| Roger Legris     | Max                     |
| Jean Temerson    | Gravèr                  |
| Robert Ozanne    | Gendron                 |
| Philippe Richard | Janvier                 |
| Georges Péclet   | Barsac                  |
| Line Noro        | Inès                    |
| Fréhel           | Tania                   |
| Olga Lord        | Aïcha                   |
| Renée Carl       | La mère Tarte           |